# Béton translucide

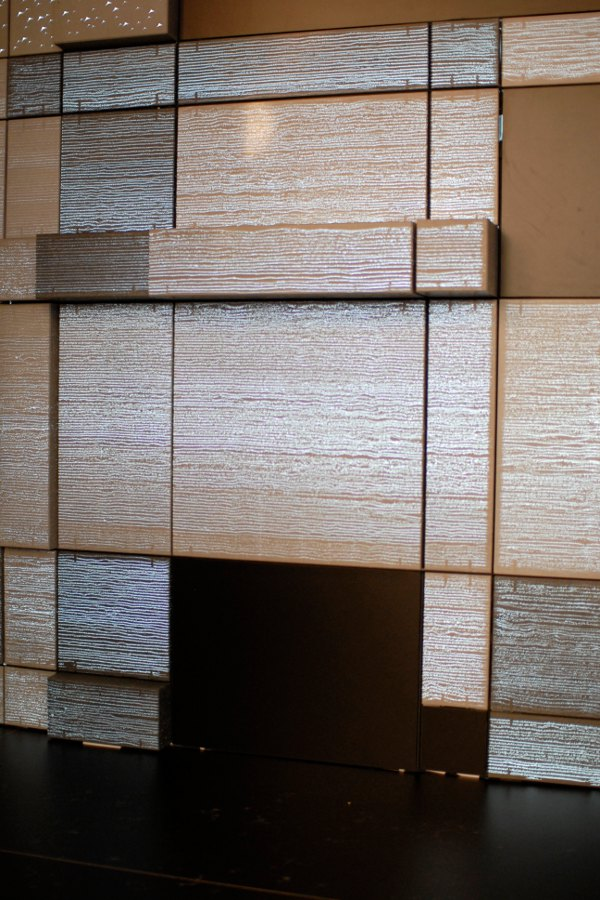
Béton translucide à l'Expo Bau 2011, Munich (Allemagne)

Le béton translucide est un matériau de construction en béton ayant la propriété de transmettre la lumière due à des éléments optiques intégrés (généralement des fibres optiques). La lumière est conduite à travers le béton d'une extrémité à l'autre. Par conséquent, les fibres doivent traverser l'ensemble du matériau. Ceci résulte en un motif de lumière sur l'autre surface en fonction de la structure des fibres. Les ombres projetées sur un côté apparaissent comme des silhouettes à travers le matériau. 
Le béton translucide est utilisé dans l'architecture fine comme un matériau de façade et comme parement des murs intérieurs. Le béton transmettant la lumière a également été utilisé dans diverses conceptions de produits,,,.